# Пань Фэйхун
Пань Фэйхун (кит. упр. 潘飞鸿, пиньинь Pān Fēihǒng; род. 17 июля 1989, Жуйань, Чжэцзян) — китайская гребчиха, выступавшая за сборную Китая по академической гребле в период 2010—2017 годов. Бронзовая призёрка летних Олимпийских игр в Рио-де-Жанейро, чемпионка Азиатских игр в Гуанчжоу, участница многих регат национального и международного значения.

## Биография
Пань Фэйхун родилась 17 июля 1989 года в городском уезде Жуйань провинции Чжэцзян, КНР.
Заниматься академической греблей начала в 2003 году.
Первого серьёзного успеха на взрослом международном уровне добилась в сезоне 2010 года, когда вошла в основной состав китайской национальной сборной и побывала на домашних Азиатских играх в Гуанчжоу, откуда привезла награду золотого достоинства, выигранную в зачёте парных двоек лёгкого веса. Также в этом сезоне дебютировала в Кубке мира, выступила на чемпионате мира в Карапиро — сумела квалифицироваться здесь лишь в утешительный финал B и расположилась в итоговом протоколе соревнований на седьмой строке.
На мировом первенстве 2011 года в Бледе в лёгких парных двойках вновь заняла седьмое место.
В 2013 году в парных двойках выиграла бронзовую медаль на этапе Кубка мира в Итоне.
В 2015 году в лёгких парных двойках одержала победу на этапе Кубка мира в Бледе, тогда как на чемпионате мира в Эгбелете в той же дисциплине была седьмой.
Благодаря череде удачных выступлений удостоилась права защищать честь страны на летних Олимпийских играх 2016 года в Рио-де-Жанейро. Вместе с напарницей Хуан Вэньи финишировала в программе женских парных двоек лёгкого веса третьей позади экипажей из Нидерландов и Канады — тем самым завоевала бронзовую олимпийскую медаль.
После Олимпиады Пань ещё в течение некоторого времени оставалась в составе гребной команды Китая и продолжала принимать участие в крупнейших международных регатах. Так, в 2017 году в лёгких парных двойках она выступила на этапе Кубка мира в Познани, где добавила в послужной список ещё одну награду бронзового достоинства.